# كوهي يوشيأوكا
كوهي يوشيأوكا (باليابانية: 吉岡 航平) (22 أبريل 1985 في سيتاغايا في اليابان – )؛ هو لاعب كرة قدم ياباني سابق كان يلعب كلاعب وسط.

## وصلات خارجية
- كوهي يوشيأوكا على موقع رابطة كرة القدم اليابانية للمحترفين (اليابانية)
- كوهي يوشيأوكا على موقع قاعدة بيانات كرة القدم.إي يو (الإنجليزية)